# GAC (Automarke)

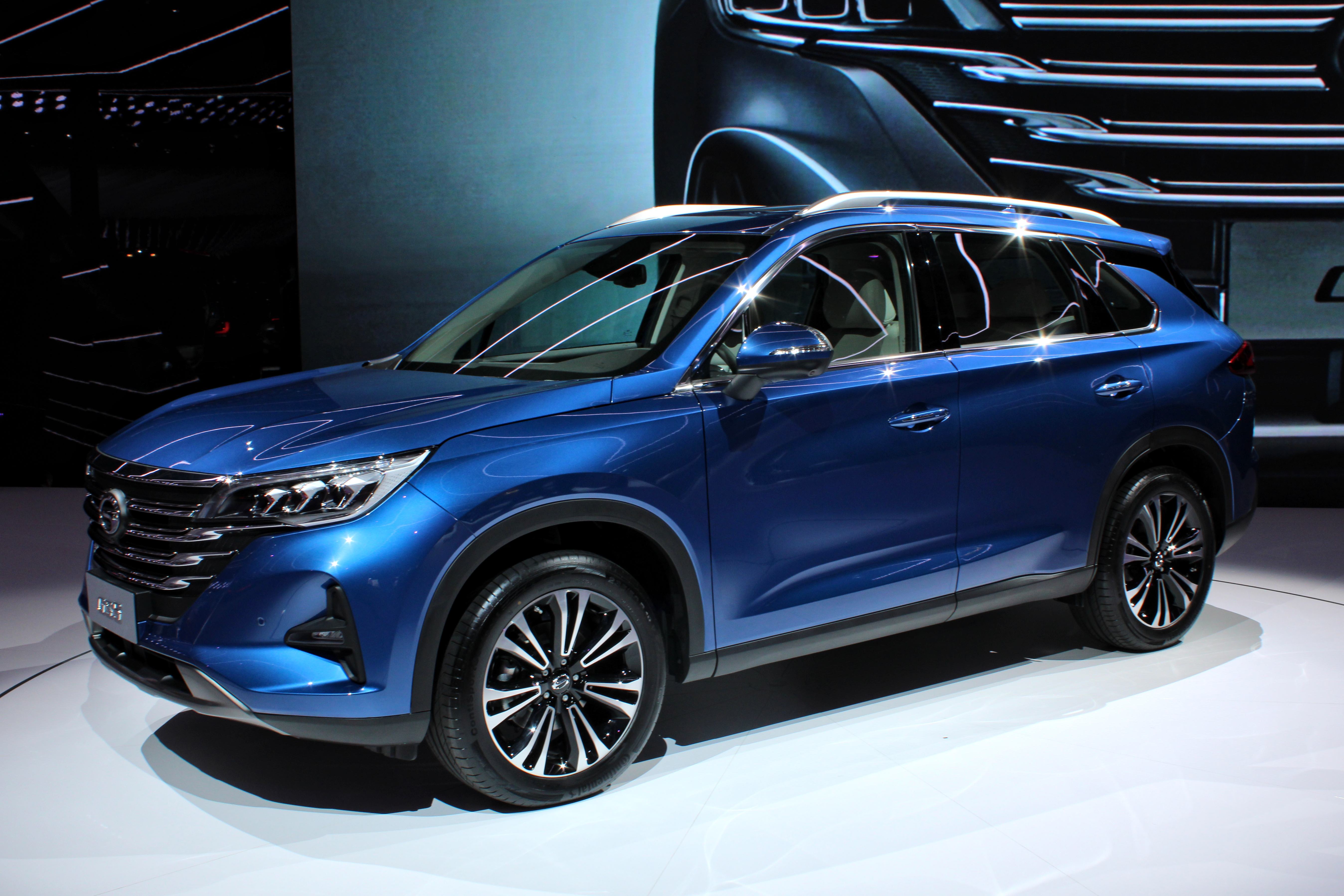
GAC Trumpchi GS 5

GAC ist eine Automarke aus der Volksrepublik China.

## Markengeschichte
Die Guangzhou Automobile Group gehört zur Guangzhou Automobile Industry Group aus Guangzhou. Nach einigen Gemeinschaftsunternehmen mit ausländischen Partnern wurde in den 2000er Jahren der Entschluss gefasst, auch Fahrzeuge unter eigenem Markennamen auf den Markt zu bringen. Auf der Guangzhou Auto Show im November 2007 standen drei Prototypen. Im April 2008 wurde ein vierter Prototyp präsentiert.
Im Dezember 2010 kam das erste Modell auf den Markt. Es hat den Markennamen GAC und die Submarke Trumpchi. Hersteller ist GAC Motor.
Im Mai 2019 kam zusätzlich das erste Modell der Submarke Aion für Elektroautos in den Handel. Diese Fahrzeuge werden von GAC New Energy Automobile hergestellt. 2020 wurde Aion zur eigenständigen Automarke.